# Занзибарский пролив
Занзибарский пролив — пролив в юго-восточной Африке, отделяющий остров Занзибар от материковой Танзании. Находится на расстоянии 400 километров от столицы Танзании. На берегу пролива расположен город и порт Занзибар.

## Описание и характеристики
Пролив лежит на прибрежном шельфе Африки, его длина составляет примерно 100 километров, ширина — 40 километров, глубина — до 40 метров. На концах пролива его глубина достигает 1000 метров. Во время последнего ледникового периода глубина канала была на 121±5 м меньше современного уровня. Средняя высота прилива — 4 метра.
Температура воды меняется от 24 °C до 30 °C в зависимости от времени года. В заливе присутствуют коралловые рифы.
Южный вход в канал обозначен маяком, расположенным на материковом побережье на мысе Рас-Канзи, в 22 км к югу от Дар-эс-Салама. Пролив важен для местной социально-экономической деятельности.

## Климат
В Занзибарском проливе царит тропический климат, характеризующийся двумя сезонами дождей.